# Rhopalomyia caterva
Rhopalomyia caterva är en tvåvingeart som beskrevs av Monzen 1937. Rhopalomyia caterva ingår i släktet Rhopalomyia och familjen gallmyggor. Inga underarter finns listade i Catalogue of Life.